# Nycterosea plemyrata
Nycterosea plemyrata là một loài bướm đêm trong họ Geometridae.